# ناحیه بلودنتس
ناحیه بلودنتس (به آلمانی: Bludenz District) یک ناحیه در اتریش است که در فورآرلبرگ واقع شده‌است. ناحیه بلودنتس ۶۱٬۴۰۷ نفر جمعیت دارد.